# Helen Vinson
Helen Vinson (* 17. September 1907 in Beaumont, Texas, als Helen Rulfs; † 7. Oktober 1999 in Chapel Hill, North Carolina) war eine US-amerikanische Schauspielerin.

## Leben
Helen Vinson machte nach einer Ausbildung an der University of Texas at Austin rasch Karriere beim Theater und schaffte den Sprung an den Broadway, wo sie unter anderem in dem Stück Los Angeles auftrat. 1932 unterschrieb sie einen Vertrag bei der Filmgesellschaft Warner Brothers und gab ihr Debüt an der Seite von Kay Francis und William Powell in Ein Dieb mit Klasse. Es folgten weitere Rollen, darunter in Ich bin ein entflohener Kettensträfling neben Paul Muni und als Freundin von Loretta Young in Grand Slam und They Call It Sin.
Helen Vinson spezialisierte sich rasch auf den Part der anderen Frau und übernahm häufig die Rolle der zynischen Ehebrecherin oder der boshaften Ehefrau, die das Glück ihres Ehemanns mit einer anderen Frau nach Kräften zu verhindern sucht. Exemplarisch dafür war ihr Auftritt neben Ann Harding in The Life of Vergie Winters aus dem Jahr 1934, in dem Vinson durch eine Lüge dafür sorgt, dass Harding unschuldig für 20 Jahre ins Gefängnis kommt. In The Wedding Night war Vinson die selbstsüchtige Ehefrau von Gary Cooper, die durch Intrigen sein Glück mit Anna Sten verhindert. Ein ihrer besten Rollen hatte sie gegen Ende der Dekade in dem Film Nur dem Namen nach als gemeine, rachsüchtige „Freundin“ von Kay Francis’ Figur. In ihrer letzten Rolle spielte sie in der Kriminalkomödie Der dünne Mann kehrt heim das Mitglied eines Spionagerings.
Der Filmhistoriker James Quirk erteilte ihr aufgrund ihrer Fähigkeit, unsympathische Charaktere glaubhaft darzustellen, den nicht ganz ernsthaft gemeinten Titel The Bitch You Love to Hate. 1945 zog sich Vinson nach über 40 Filmen ins Privatleben zurück, nachdem sich ihre zweite Ehe anbahnte. Für ihre Filmarbeit wurde ihr ein Stern auf dem Hollywood Walk of Fame gewidmet.
Helen Vinson war von 1935 bis 1940 mit dem Tennisprofi Fred Perry verheiratet. In dritter Ehe heiratete sie 1946 den Börsenmakler Donald Hardenbrook, mit dem sie bis zu seinem Tod 1976 verheiratet blieb. Sie starb 1999 im Alter von 92 Jahren.

## Filmografie
- 1932: Ein Dieb mit Klasse (Jewel Robbery)
- 1932: Two Against the World
- 1932: Die große Pleite (The Crash)
- 1932: They Call It Sin
- 1932: Jagd auf James A. (I Am a Fugitive from a Chain Gang)
- 1932: Lawyer Man
- 1933: Second Hand Wife
- 1933: Grand Slam
- 1933: Der kleine Gangsterkönig (The Little Giant)
- 1933: Midnight Club
- 1933: The Power and the Glory
- 1933: The Kennel Murder Case
- 1934: As Husbands Go
- 1934: The Life of Vergie Winters
- 1934: Let’s Try Again
- 1934: Gift of Gab
- 1934: The Captain Hates the Sea
- 1934: Broadway Bill
- 1935: A Notorious Gentleman
- 1935: Die Nacht der Liebe (The Wedding Night)
- 1935: Oberarzt Dr. Monet (Private Worlds)
- 1935: Age of Indiscretion
- 1935: The Tunnel
- 1935: King of the Damned
- 1936: Love in Exile
- 1936: Reunion
- 1937: Für Sie, Madame … (Vogues of 1938)
- 1937: Live, Love and Learn
- 1939: Nur dem Namen nach (In Name Only)
- 1940: Married and in Love
- 1940: Curtain Call
- 1940: Enemy Agent
- 1940: Wundervolles Weihnachten (Beyond Tomorrow)
- 1940: Tropische Zone (Torrid Zone)
- 1940: Bowery Boy
- 1941: Nothing But the Truth
- 1944: Chip Off the Old Block
- 1944: The Lady and the Monster
- 1944: Are These Our Parents?
- 1944: Der dünne Mann kehrt heim (The Thin Man Goes Home)